# 431397 Carolinregina
431397 Carolinregina è un asteroide della fascia principale. Scoperto nel 2007, presenta un'orbita caratterizzata da un semiasse maggiore pari a 2,6583831 UA e da un'eccentricità di 0,1576225, inclinata di 11,24543° rispetto all'eclittica.
L'asteroide è dedicato all'astronoma Carolin Regina Hormuth, moglie dello scopritore.